# Amblyscartidia pardaliota
Amblyscartidia pardaliota är en insektsart som beskrevs av Young 1977. Amblyscartidia pardaliota ingår i släktet Amblyscartidia och familjen dvärgstritar. Inga underarter finns listade i Catalogue of Life.